# The Lemon Drop Kid
The Lemon Drop Kid is een Amerikaanse komische kerstfilm in zwart-wit uit 1951 onder regie van Sidney Lanfield. De film is gebaseerd op het gelijknamige korte verhaal van Damon Runyon en werd destijds in Nederland uitgebracht onder de titel Wat doe je in de kou?.
De film introduceerde het kerstlied Silver Bells, dat door de jaren heen is uitgegroeid tot een van de populairste kerstliederen en talloze keren is gecoverd.

## Verhaal
De Lemon Drop Kid is een oplichter uit New York op zoek naar slachtoffers op een racebaan in Florida. Hij overtuigt een mooie dame om geld in te zetten op een paard genaamd Iron Bar en weet niet dat deze dame het liefje is van een beruchte gangster genaamd Moose Moran. Wanneer het paard als laatste eindigt, eist een woedende Moran dat de Kid hem vóór kerstavond $10.000 dollar betaalt.
De Kid keert terug naar New York en bedenkt enkele manieren om aan het geld te komen, geen van allen succesvol. Hij betrekt hierin zijn vriendin Brainey Baxter, met wie hij een knipperlichtrelatie heeft, alsmede de plaatselijke misdaadbaas Oxford Charlie. Ten einde raad verkleedt hij zich als kerstman om op straat geld in te zamelen, maar hij wordt opgepakt en veroordeeld tot tien dagen celstraf. Nadat Brainey hem op borgtocht heeft vrijgelaten, probeert hij zijn zwendel legitiem te maken door een liefdadigheidsinstelling en een stadslicentie te zoeken. Deze licentie krijgt hij aan de hand van het opzetten van een liefdadigheidsorganisatie voor een bejaarde buurtbewoonster genaamd Nellie Thursday. Het plan is een enorm succes en heeft in slechts een paar dagen tweeduizend dollar opgeleverd. Een dolgelukkige Brainey besluit haar baan als danseres op te zeggen en fulltime voor de organisatie te werken. Ze informeert haar werkgever, Oxford Charlie.
Bij het zien van een mogelijke goudmijn besluit Charlie de operatie te versterken door de bewoners van het huis (inclusief Nellie en Brainey) te ontvoeren en te verplaatsen naar Charlie's landhuis in Nyack. Wanneer Charlie het plan van de Kid onthult via een telefoongesprek met Moose Moran, worden de handlangers van de Kid boos, maar hij slaagt erin weg te glippen. Brainey spoort hem echter op en uit haar afkeer. Op kerstavond besluit de Kid het geld terug te halen en sluipt het huis van Charlie binnen in de gedaante van een oudere vrouw. De Kid confronteert Charlie in zijn kantoor. Na een korte worsteling overmeestert de Kid Charlie en gaat hij weg met het geld. Door de chaos die ontstaat, kunnen Brainey en de anderen ontsnappen.
Uiteindelijk worden Moran en Oxford Charlie gearresteerd. De Kid verzekert de rechter, die hem eerder veroordeelde, dat hij zijn aandacht zal richten op de liefdadigheidsorganisatie. Nellie's echtgenoot Henry, voorwaardelijk vrijgelaten, wordt vreugdevol herenigd met zijn vrouw.

## Rolverdeling
| Acteur          | Personage           |
| --------------- | ------------------- |
| Bob Hope        | de Lemon Drop Kid   |
| Marilyn Maxwell | Brainey Baxter      |
| Lloyd Nolan     | Oxford Charlie      |
| Jane Darwell    | Nellie Thursday     |
| Andrea King     | Stella              |
| Fred Clark      | Moose Moran         |
| Jay C. Flippen  | Straight Flush Tony |
| William Frawley | Gloomy Willie       |
| Harry Bellaver  | Sam the Surgeon     |
| Sid Melton      | Little Louie        |
| Ben Welden      | Singing Solly       |
| Ida Moore       | de vogelvrouw       |
| Francis Pierlot | Henry               |

## Ontvangst
De film werd in Nederland in 1952 uitgebracht, met een re-release in 1955. Recensent van Het Vaderland schreef dat "het geslaagde verhaal" er "vrij aardig van af komt". Criticus van De Maasbode noemde het "een vrij onbenullig verhaaltje, waarin Bob Hope de boventoon voert".